# منطقه یبرود
منطقه یبرود (به عربی: منطقة یبرود) یک منطقه در سوریه است که در استان ریف دمشق واقع شده‌است.

## خصوصیات
منطقه یبرود ۵۸۰٫۳۴ کیلومترمربع مساحت و ۴۸٬۳۷۰ نفر جمعیت دارد.